# L'anno delle luci
L'anno delle luci (El año de las luces) è un film del 1986 diretto da Fernando Trueba.